# Berkó Sándor
Berkó Sándor (Losonc, 1918. február 13. – Szovjetunió, 1942 második fele) költő, műfordító.

## Élete
Édesanyja varrónő volt. Gimnáziumi önképzőképzőkörben kezdett verseket írni. Tizenkét éves korára már négy nyelven (a magyaron kívül: csehül, németül, franciául) beszélt. Fordított cseh költőktől (Vitĭzlav Nezval, František Halas, Jiri Wolker). Az Indulás nevű rövid életű folyóiratnál ismerkedett meg Sándor Lászlóval, akivel élete végéig barátok maradtak. 
Résztvevője volt a Tűz folyóirat szemináriumainak. Az ő biztatására küldte el verseit Gaál Gábor lapjának, a Korunknak. 1936 több szempontból is fordulópont volt az életében, ekkor kezdett publikálni a Prágai Magyar Hírlapban és a Pozsonyban megjelenő Magyar Újságban, és ekkor köteleződött el végleg a szocializmussal. 
1938 elején a Magyar Napban kezdett írni, az első bécsi döntés után pedig az egyik legtermékenyebb szerző, miután több idősebb pályatársa úgy döntött, a kapcsolattartást a szocialistákkal szünetelteti. Ekkor keletkezett legfontosabb tanulmánya, amiben elsőként mutatott rá Komját Aladár életművének nagyságára.
Már ekkor tervezte első verseskötetét Ez nem legenda címmel megjelentetni, de Csehszlovákia felosztása és a zsidóüldözések miatt ez meghiúsult. Budapestre menekült, itt a Népszava külső munkatársaként dolgozott. Ezen kívül megjelent még a Korunkban, a Zsidó naptárban, a Független Újságban. Végül 1940 őszén saját költségén nyomtatja ki Losoncon első és egyetlen kis versgyűjteményét Az ördög köpenyében címmel. 
Szeptemberben munkaszolgálatra hívták be a keleti határra. Halálának körülményei ma is tisztázatlanok. 1941-ből még maradt fent tábori képeslapja.

## Művei
- Az ördög köpenyében; Losonc, 1940 (versek)
- Nem vagy magadban. Versek; gyűjt., sajtó alá rend., utószó Csanda Sándor; Szépirodalmi, Bp., 1964